# Gilberto Dias Miranda
Gilberto Dias Miranda (Miguel Calmon, 17 de maio de 1928 -  14 de agosto de 1998) foi prefeito do município de Jacobina e deputado estadual pela ARENA no período de 1979 a 1983, também atuou como farmacêutico e professor.

## Biografia
Filho de Francisco Miranda Oliveira e Baselice Dias Miranda, Gilberto Dias Miranda se formou em Farmácia pela Universidade Federal da Bahia (UFBA) em 1952. Também se dedicou à docência, dando aulas de Química, Geografia e Inglês, além de também exercer a função de vice-diretor do Centro Educacional Deocleciano Barbosa de Castro entre 1966 e 1972, em Jacobina, onde também atuou como secretário municipal de Educação entre os anos de 1977 a 1978. Recebeu o título de Cidadão Honoris Causa de Jacobina em 1985, cidade que também homenageou sua memória ao dar seu nome uma escola pública, construída em 1975, ainda durante sua gestão.

## Vida política
Seu envolvimento com a vida pública o levou à chefia do Executivo Municipal, sendo eleito prefeito de Jacobina após indicação de seu antecessor, Fernando Daltro, cumprindo seu mandato entre 1973 a 1977. Posteriormente, ingressou na Assembleia Legislativa da Bahia, onde foi eleito deputado estadual pela ARENA (Aliança Renovadora Nacional) no período de 1979 a 1983 e reeleito pelo PDS (Partido Democrático Social) entre os anos de 1983 a 1987, renunciando ao cargo em junho de 1986.
Durante sua atuação parlamentar, destacou-se com a titularidade das comissões de Finanças e Orçamento em 1984, Educação e Serviços Públicos de 1982 a 1984, além de integrar diversas outras, como titular e suplente. Ocupou também cargos como assessor parlamentar especial, diretor geral e coordenador parlamentar. Gilberto Dias Miranda teve participação ativa na estrutura previdenciária do Legislativo baiano, exercendo funções como presidente e conselheiro da Caixa de Previdência Parlamentar, além de gerente financeiro até pouco antes de seu falecimento.